# Хшипсько-Мале
Хшипсько-Мале (пол. Chrzypsko Małe) — село в Польщі, у гміні Хжипсько-Велике Мендзиходського повіту Великопольського воєводства.
Населення — 87 осіб (2011).

## Демографія
Демографічна структура станом на 31 березня 2011 року:
|          | Загалом | Допрацездатний вік | Працездатний вік | Постпрацездатний вік |
| -------- | ------- | ------------------ | ---------------- | -------------------- |
| Чоловіки | 51      | 13                 | 33               | 5                    |
| Жінки    | 36      | 3                  | 22               | 11                   |
| Разом    | 87      | 16                 | 55               | 16                   |